# 산내면 (남원시)
산내면(山內面)은 대한민국 전북특별자치도 남원시의 면이다. 넓이는 103.45km2이고, 인구는 2006년 기준으로 2,166명이다.

## 행정 구역
- 장항리(獐項里)
- 부운리(浮雲里)
- 덕동리(德洞里)
- 백일리(白日里)
- 내령리(內靈里)
- 대정리(大井里)
- 입석리(立石里)
- 중황리(中黃里)

## 교육
- 산내중학교
- 산내초등학교